# Charlotte Hudson
Charlotte Hudson (Sheffield, 4 januari 1972) is een Britse presentatrice en is bekend van Brainiac: Science Abuse, waar ze veel onderdelen van commentaar voorziet. Ze presenteerde ook de spin-off Brainiac: History Abuse. Binnen Groot-Brittannië verzorgt ze presentatie van enkele andere programma's.

## Biografie
Hudson werd geboren in Sheffield in het jaar 1972. Ze begon met het studeren op de Universiteit van Cambridge, waar ze op hoog niveau Frans en Spaans studeerde. Vervolgens was ze een jaar lang assistente op een Franse school. Ze besloot dat ze voor de televisie wilde werken, en ging achter de schermen werken bij de programma's The Big Breakfast en het late-avondprogramma Hotel Babylon. Na medewerking aan wat seksueel getinte programma's, kreeg ze een baan als presentatrice voor een programma van Channel 5, en werkte ze als sitcom bij de BBC. Ook was ze regelmatig assistente van Anne Robinson, die een programma presenteerde op de BBC, namelijk Watchdog. Tegenwoordig is ze het bekendst van het programma Brainiac: Science Abuse en de spin-off van dat programma,  Brainiac: History Abuse. Dat laatste programma presenteert ze volledig.